# خوان أوقستو غوميز
خوان أوقستو غوميز (بالإسبانية: Juan Augusto Gómez)‏ هو لاعب كرة قدم أرجنتيني، ولد في 24 مايو 1976 في توكومان في الأرجنتين. لعب مع تايجرز أونال وتيبورونيس روخوس دي فيراكروز ونادي جامعة غوادالاخارا.

## وصلات خارجية
- خوان أوقستو غوميز على موقع قاعدة بيانات كرة القدم.إي يو (الإنجليزية)